# Ioan Holender
Ioan Holender, nascido Johann Hollaender (18 de Julho de 1935) é um administrator de óperas austríaco.A família de Holender é de ancestrais judeus e ele cresceu aprendendo a falar três idiomas. Seu pai era dono de uma fábrica em Timisoara. Holender estudou engenharia mecânica na Universidade Técnica de Timisoara. Ele trabalhou como treinador de tênis e diretor assistente até ele e sua família imigrarem para Viena, onde sua mãe estava morando. Lá ele continuou a estudar, e depois de concluir seus estudos musicais, ele foi um barítono e cantor de concertos com o Klangenfurt Stadttheater. Em 1966 ele começou a trabalharno Starka, agencia teatral. Em 1988, Eberhard Waechter nomeou Holender como seu secretário geral, na Ópera Estatal de Viena, efetivado em 1991. Holender tornou-se diretor da Ópera de Viena em 1 de Abril de 1992, por causa da morde de Waechter. Ele também comandou a Ópera das Pessoas de Viena por quatro anos, simuntaneosmaente. O contrato de Holender foi estendida três vezes, e seu mandato concluirá dia 31 de Agosto de 2010. No fim de seu contrato, Holender terá sido o diretor geral que ficou mais tempo na Ópera Estatal de Viena.
Holender é casado e tem dois filhos e uma filha.